# Amastus formosana
Amastus formosana är en fjärilsart som beskrevs av William Schaus 1919. Amastus formosana ingår i släktet Amastus och familjen björnspinnare. Inga underarter finns listade i Catalogue of Life.